# Calvaire de L'Hermitage
Le calvaire est une croix monumentale de la commune de L'Hermitage, dans le département d’Ille-et-Vilaine en région Bretagne. 

## Localisation
Il se trouve à l'ouest du centre du département, dans le bourg de L'Hermitage, devant la façade sud de l’église Notre-Dame. 

## Historique
Le calvaire date du XVe siècle.
Il est inscrit au titre des monuments historiques depuis le 27 février 1946.

## Architecture
Ce calvaire est en granit ; sur une base carrée s'élève un fût de section octogonale.
Il représente le Christ sur sa face sud.

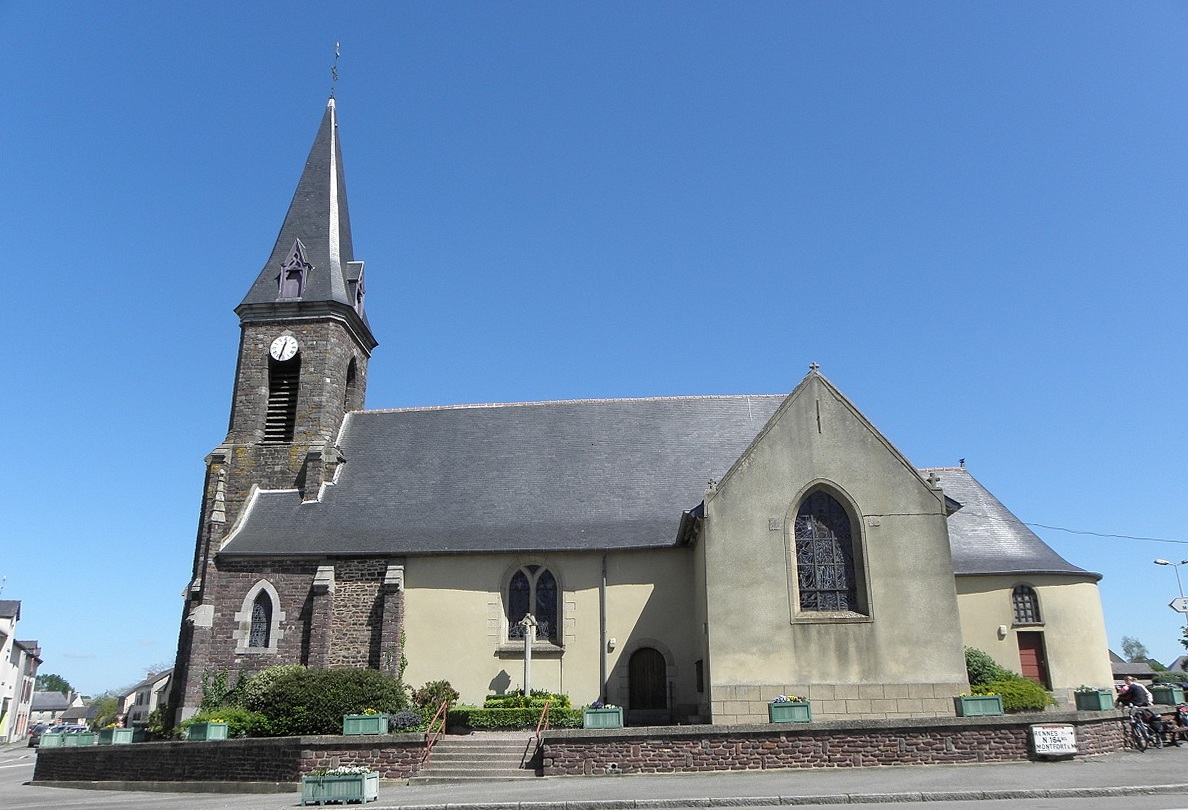
Vu générale du calvaire devant l'église.
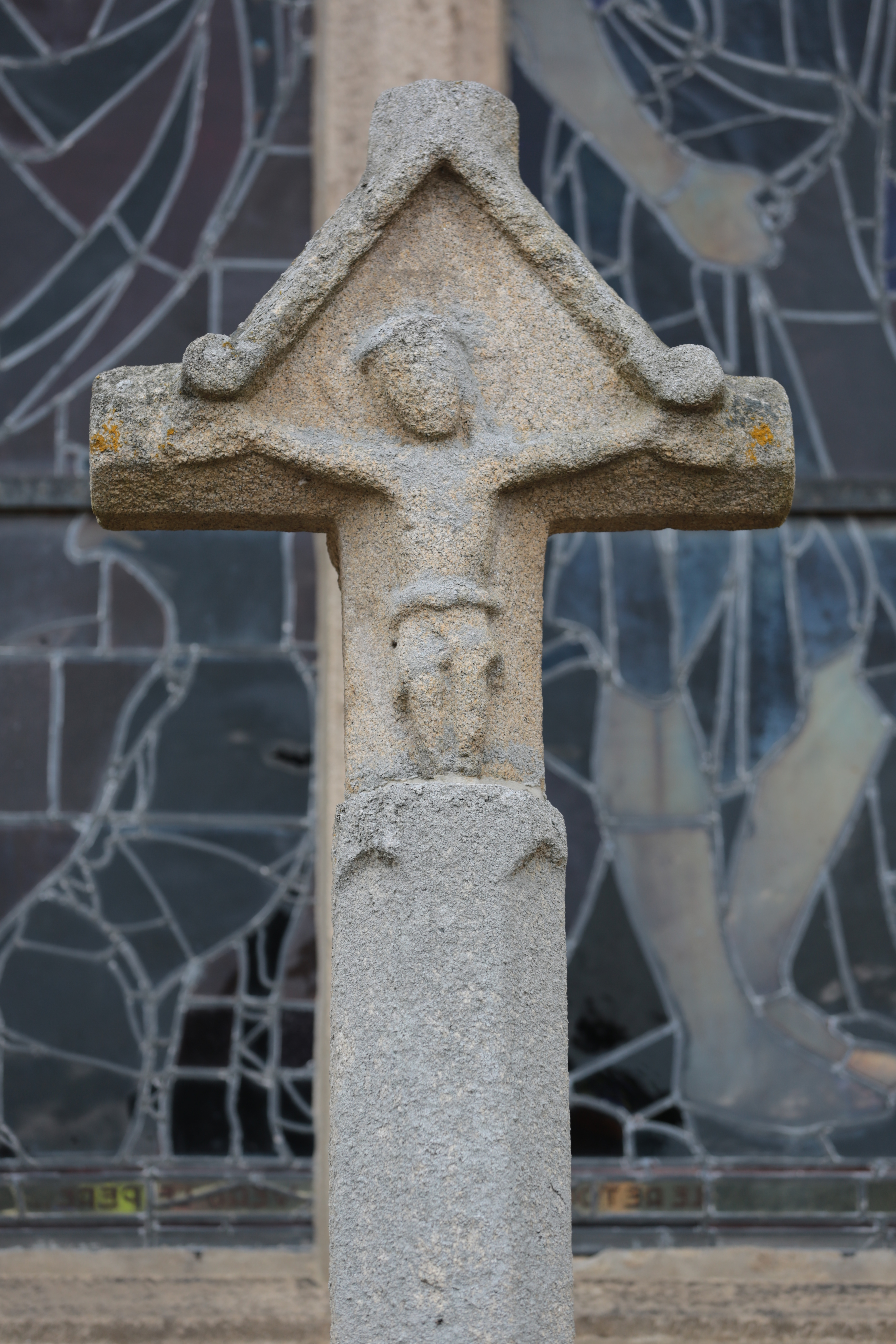
Face sud.
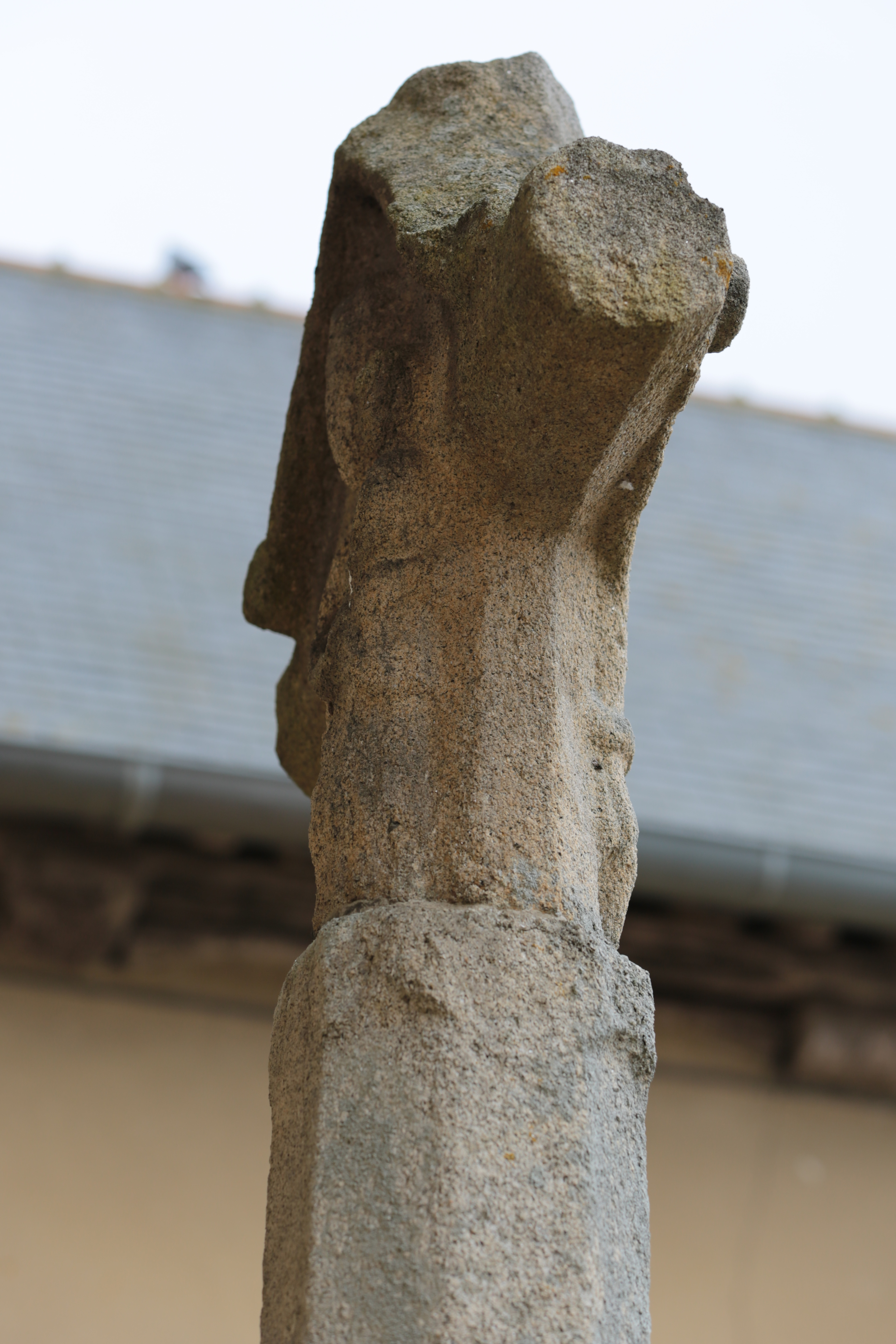
Face nord.